# Gut Rosenberg
Koordinaten: 50° 49′ 57,1″ N, 6° 2′ 43,7″ O

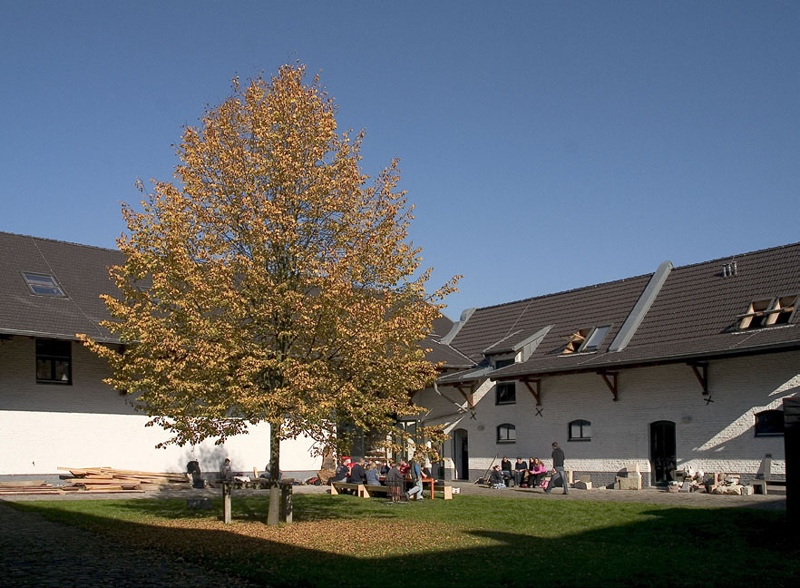
Innenhof von Gut Rosenberg

Gut Rosenberg ist ein historischer Vierseithof im Ortsteil Horbach nördlich von Aachen an der niederländischen Grenze.

## Geschichte
Die älteste Erwähnung des Gutes Rosenberg stammt vom 26. Mai 1274. An der Kaufurkunde des Ritters Johannes de Porcheto befindet sich das älteste Stadtsiegel Aachens, das ab 1150 benutzte sogenannte Karlssiegel. Als Lehen des Erzbischofs von Köln unterstand das Gut seit 1361 der Jülicher Unterherrschaft Heyden. 
Ein Lageplan des Gutes mit Grundriss, Garten und Teich zeigt einen fast ganz mit Wasser umschlossenen Vierseithof.
Noch 1967 wurde die inzwischen erheblich verkleinerte Wasseroberfläche bei der Begradigung der ehemaligen Lochter Straße an der Nordseite um 4,5 Meter reduziert.
Der heutige Baubestand stammt überwiegend von 1784 (Haupthaus) und 1825 (Nebengebäude).
Die Herkunft des Namens Rosenberg ist unklar. Die Lage des Gutes an einer ehemaligen Römerstraße und ein späterer Jüdischer Friedhof lassen die Vermutung zu, dass der Ursprung in einem römischen Gräberfeld liegt. Zum Rosenfest im Mai legten die Römer Rosen auf die Gräber und verwandelten die Gräberfelder in Rosengärten. Der an Gut Rosenberg vorbeiführende Steinkaulbach hieß früher Rosebeke.

## Heutige Nutzung

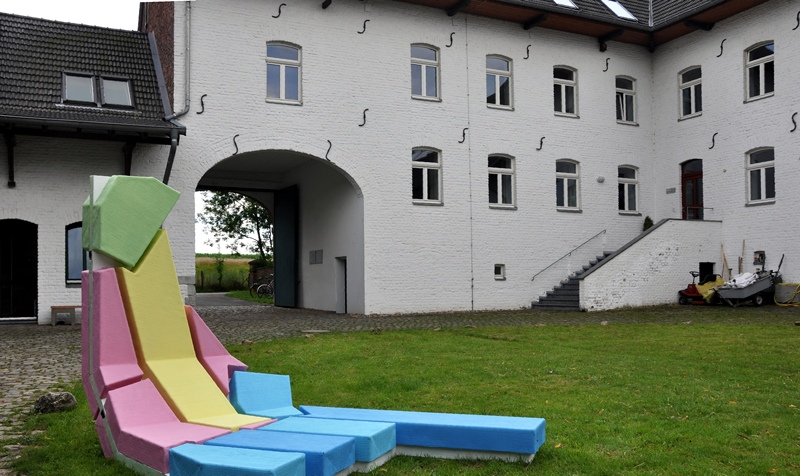
Haupthaus vom Innenhof aus

Die rund 1.800 m² Nutzfläche des denkmalgeschützten Gebäudekomplexes sind heute Sitz der Akademie für Handwerksdesign Gut Rosenberg der Handwerkskammer Aachen (HWK), welche 1985 auf Initiative des amtierenden HWK-Präsidenten Anton Immendorf in Gemeinschaft mit der FH Aachen und ihrer Rektorin Hildegard Reitz gegründet und seit 1994 auf Gut Rosenberg angesiedelt wurde.